# Topobea sessilifolia
Topobea sessilifolia är en tvåhjärtbladig växtart som beskrevs av José Jéronimo Triana. Topobea sessilifolia ingår i släktet Topobea och familjen Melastomataceae. Inga underarter finns listade i Catalogue of Life.